# Jean Antoine Barrière
Pour les articles homonymes, voir Barrière.
Jean Antoine Barrière (né en 1752 à Saint-Jeannet et mort le 9 avril 1836 à Castellane) est un homme politique français, député au  Conseil des Cinq-Cents en 1795.

## Biographie
Né dans l’actuel département des Alpes-Maritimes, il s’établit à la Palud-sur-Verdon en 1788. Il soutient la Révolution française, notamment comme président du comité de surveillance de Castellane (fin 1793), puis administrateur du district. Après Thermidor, il est poursuivi par le représentant en mission Gauthier, avant d’être amnistié en 1795.
Accusateur public des Basses-Alpes, il est élu aux Cinq-Cents à partir du 12 avril 1799, et se rallie à Bonaparte après Brumaire, ce qui lui vaut un siège au Corps législatif (1800-1801). Il se retire ensuite de la vie politique et vit à Castellane.

## Sources
- Jean-Bernard Lacroix, notice biographique, La Révolution dans les Basses-Alpes, Annales de Haute-Provence, bulletin de la société scientifique et littéraire des Alpes-de-Haute-Provence, no 307, 1er trimestre 1989, 108e année, p 104-105
- « Jean Antoine Barrière », dans Adolphe Robert et Gaston Cougny, Dictionnaire des parlementaires français, Edgar Bourloton, 1889-1891 [détail de l’édition]